# Quest (tijdschrift)
Quest is een populairwetenschappelijk Nederlands tijdschrift dat sinds 2004 verschijnt. "Quest" is het Engelse woord voor "zoektocht".
Quest was oorspronkelijk een maandblad, maar sinds 2019 verschijnt het elke vier weken, dat is dertien keer per jaar. Daarnaast verschenen er onder dezelfde franchise nog drie, specifieke uitgaven: Quest Historie, Quest Psychologie en Quest Junior. Quest Historie en Quest Psychologie zijn eind 2022 echter opgeheven vanwege een dalende oplage. Andere producten onder dezelfde franchise zijn: verschillende scheurkalenders, vakantieboeken en puzzelmixen. In 2019 werd ook een Engelstalige editie gelanceerd, die wordt verkocht in een aantal Engelstalige landen.
Quest werd opgericht door G+J Uitgevers. Eind 2017 werd deze uitgever overgenomen door Hearst Netherlands.
In 2004 werd Quest uitgeroepen tot Mercur 'Lancering van het jaar 2004'. Ook won het blad de Bruna Publieksprijs 2005 en werd het benoemd tot AKO tijdschrift van het jaar 2005. Karlijn van Overbeek werd in 2007 uitgeroepen tot Mercur 'Hoofdredacteur van het jaar'. In 2014 won haar opvolger Thomas Hendriks dezelfde prijs. In 2009 won Quest de titel Mercur 'Tijdschrift van het Jaar', en in 2018 werd het bij de Mercurs het 'Magazinemerk van het Jaar'.
Op 22 juli 2010 overleed Karlijn van Overbeek. Thomas Hendriks volgde haar op, totdat Sanne Groot Koerkamp in september 2017 deze functie kreeg.
Begin december 2020 werd bekend dat Groot Koerkamp terugtrad om zich te beraden op een nieuwe toekomst. Zij werd als hoofdredacteur opgevolgd door Philip Fontani, die sinds 2015 als adjunct-hoofdredacteur bij het bedrijf werkzaam was,

## Omstreden nieuwe hoofdredactrice, met onwetenschappelijke opvattingen
Fontani werd op zijn beurt opgevolgd door Lyn Kuyper op 4 september 2022. Deze aanstelling riep vragen op bij de redactie, omdat Kuyper op haar instagram-pagina schrijft over onder andere glutenvrij diëten, de alternatieve geneeswijze Ayurveda en New age Chakras. Daarnaast ging ze, vanuit haar afwijkende interpretatie van de kwantummechanica, naar eigen zeggen over tot zaken als het hardop positief aanmoedigen van objecten, om bijvoorbeeld een lek in een fietsband, of schimmelgroei tegen te gaan. In oktober 2022 werd bij Quest een grote reorganisatie doorgevoerd, waarbij acht posities van de twintig vervielen. Dit wekte boosheid bij de redactie en resulteerde in veel negatieve berichtgeving. Kuyper besloot in januari 2023 haar functie  neer te leggen.
Sinds oktober 2023 is Bram Mullink de nieuwe hoofdredacteur, die wil werken aan het vergroten van het online bereik, met toegang via een paywall.

## Oplagecijfers

### Quest
Betaalde oplage volgens HOI, Instituut voor Media Auditing
- 2004: 100.705[13]
- 2006: 154.668[14]
- 2007: 174.246[15]
- 2010: 192.436
- 2011: 177.727 (-7,6%)[16]
- 2012: 170.767 (-3,9%)[17]
- 2013: 158.332 (-7,3%)
- 2014: 150.657 (-4,8%)
- 2015: 144.151 (-4,3%)
- 2016: 130.575 (-9,4%)[18]
- 2017: 113.358 (-13,2%)[19]
- 2018: 103.186 (-9,0%)[20]
- 2019: 88.592 (-14,1%)[21]
- 2020: 78.228 (-11,7%)[21]
- 2021: 73.408 (-6,16%)
- 2022: 70.347
- 2024: 64.500

### Quest Psychologie
| Jaar | Betaalde gerichte oplage | Totaal verspreide oplage |        |
| ---- | ------------------------ | ------------------------ | ------ |
| 2011 | 32.882                   | 34.588                   | [ 16 ] |
| 2012 | 33.595                   | 39.901                   | [ 17 ] |
| 2022 | 4.366                    | 25.059                   |        |

## Inhoud
Quest heeft als ondertitel ‘Braintainment’: entertainment voor het brein. Eerder gebruikte het de slagzin ‘het blad dat boeit, verrast en intrigeert’. Het blad staat bekend om de populairwetenschappelijke weetjes. De meeste artikelen hebben een wetenschappelijke onderbouwing: er worden wetenschappelijke publicaties aangehaald en onderzoekers geïnterviewd. De artikelen worden geschreven door de vaste redactie in Amsterdam, aangevuld met freelancers.
Vaste rubrieken zijn:
- Masterclass: een (bekende) persoon legt in deze interviewrubriek uit hoe je zijn/haar vak het beste kunt uitvoeren.
- Vraag & Antwoord: lezers krijgen hier antwoord op hun vragen.
- Kort: korte (actuele) feitjes en weetjes worden hier belicht.
- Lezen & Hebben: nieuwe boeken en hebbedingetjes krijgen hier aandacht en worden beoordeeld.